# Phyllolobium
Phyllolobium là một chi thực vật có hoa trong họ Đậu.